# Ford Kuga
Ford Kuga — компактный кроссовер американского автомобильного концерна Ford Motors. Первый компактный кроссовер компании.

## Первое поколение

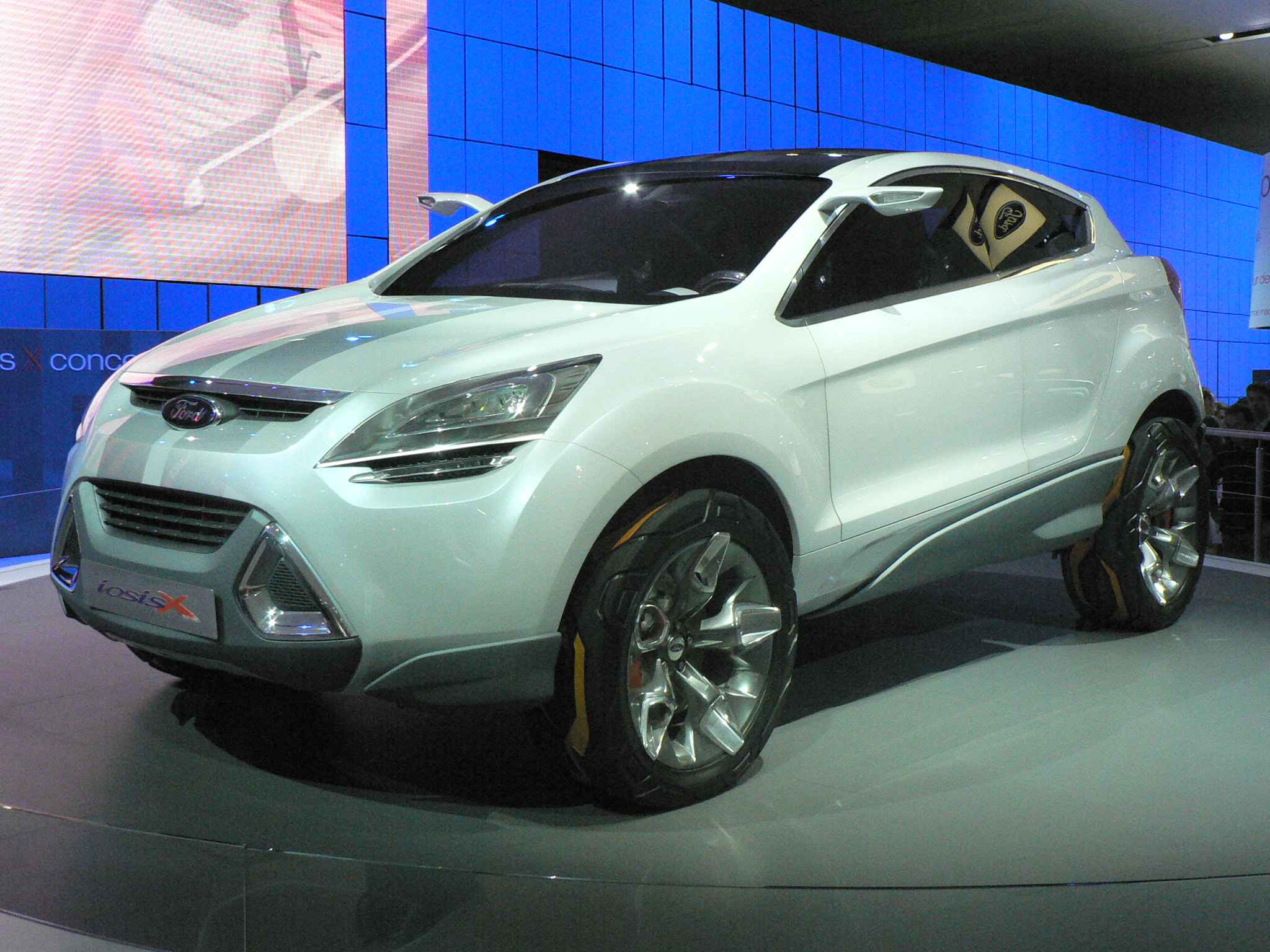
Ford Iosis X

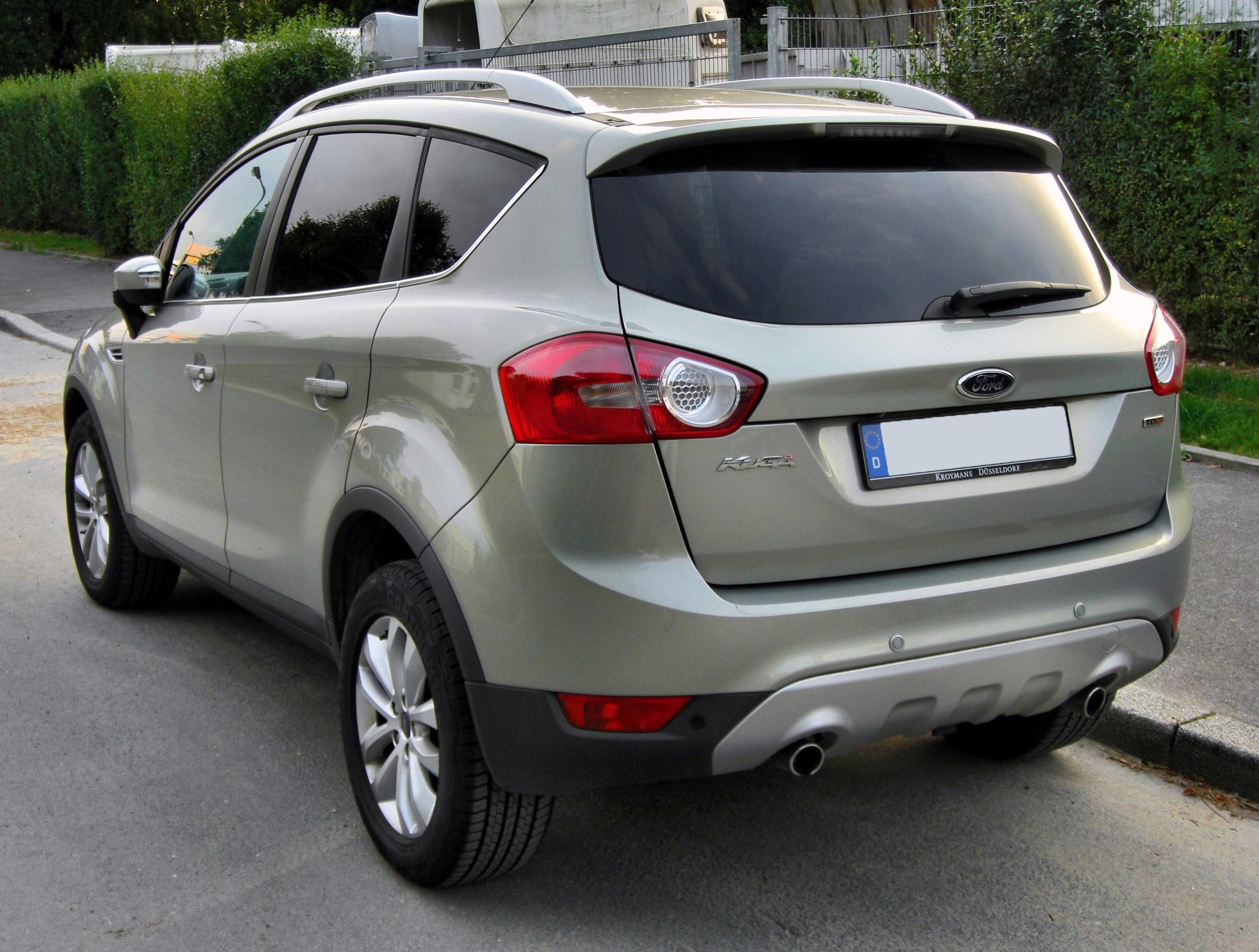
Вид сзади

Впервые было представлено в виде прототипа Ford Iosis X на Парижском автосалоне в 2006 году. В 2007 году во Франкфурте был представлен концепт Ford Kuga первого поколения.
Официальная презентация новинки состоялась в Женеве в 2008 году, а в продаже автомобиль появился уже весной того же года.
Кроссовер основан на «платформе» Ford — С1, на которой также построены такие модели, как Focus и C-MАХ, а также Mazda3, Mazda5, Volvo S40, Volvo V50. 
На автомобиль устанавливали дизельные двигатели объёмом 2,0 литра мощностью 136 л.с. и бензиновые двигатели объёмом 2,5 литра мощностью 197 л.с. Коробка передач - 6-ступенчатая механическая трансмиссия Durashift и 5 и 6-ступенчатая автоматическая трансмиссия.

### Kuga Coupe
Ford Kuga Coupe — незаконченный проект Ford для увеличения модельного ряда и создания конкурента BMW X6.
Идеи по созданию нового автомобиля на базе Kuga появились в 2009 году, когда BMW выпустила внедорожное купе X6. Kuga уже хорошо продавался, но так как X6 начал продаваться всё лучше и лучше, Ford решила сделать ему конкурента на базе Kuga. Kuga Coupe, судя по эскизам, выглядит как трёхдверное купе, спереди очень похожее на Kuga первого поколения, но сзади выполненное в совсем другом дизайне.
Kuga Coupe должен был комплектоваться двигателями 1,6 л, мощностью от 148 до 197 л.с, а также со 6-ступенчатой МКПП. У автомобиля был бы либо передний, либо полный привод. Также у Kuga Coupe был сделан увеличенный дорожный просвет, что позволяло бы съезжать на грунтовые дороги, но по бездорожью автомобиль ехать не сумел бы.
В комплектации автомобиля предложена фирменная фордовская коробка Powershift с двумя сцеплениями, впервые появившаяся на модели Kuga.
Kuga Coupe планировалось выпустить в 2011 году, но разработка проекта была прекращена.

### Безопасность
| Euro NCAP                                                         | Euro NCAP | Euro NCAP | Euro NCAP |
| ----------------------------------------------------------------- | --------- | --------- | --------- |
| Рейтинги                                                          | Пассажир  |           | 33        |
| Рейтинги                                                          | Ребёнок   |           | 38        |
| Рейтинги                                                          | Пешеход   |           | 20        |
| Протестированная модель: Ford Kuga 2.0 diesel 'Trend', LHD (2008) |           |           |           |

## Второе поколение
В январе 2011 года на автосалоне в Детройте был представлен концепт Ford Vertek, ставший прообразом Ford Kuga 2 поколения. Новое поколение унаследовало от него передний бампер, решётку радиатора, форму задних фар и салон.
Ford Kuga 2–го поколения был официально представлен в ноябре 2011 года в Лос-Анджелесе как Ford Escape для рынка США. В марте 2012 года Ford Kuga для европейского рынка был показан в Женеве, а в апреле на новый Ford Kuga можно было посмотреть в Пекине. И лишь в августе автомобиль Куга представили в Москве.

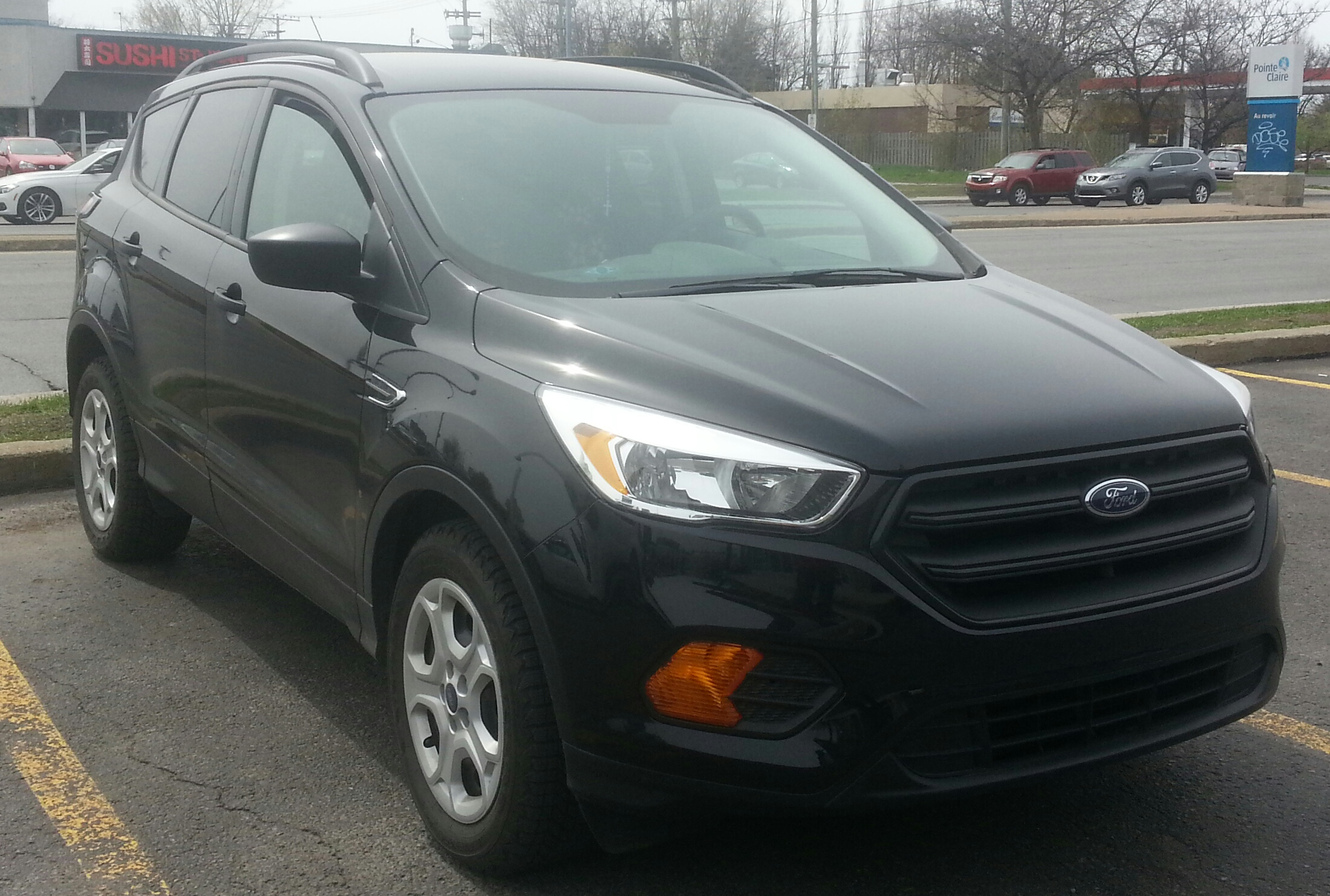
Ford Escape (Kuga) после 2015 года

В 2012 году совместное предприятие Ford Sollers начало производство Ford Kuga в России. На заводе в Елабуге (Республика Татарстан) в 2013 был выпущен первый автомобиль Kuga по технологии полного цикла.
В 2016 году был проведён рестайлинг кроссовера, в результате которого Kuga приобрёл новый стиль Ford, уже использовавшийся в модели Explorer. Также появился новый дизельный двигатель 1,5 л мощностью 120 л.с. В декабре 2016 года стартовало производство Kuga 2016 модельного года на заводе Ford Sollers в Елабуге.

### Модели
Ford Kuga 2013 доступен с бензиновым двигателем EcoBoost 1,6 л мощностью 150 либо 182 л.с. с крутящим моментом 240 Нм., и дизельным 2 литровым двигателем Duratorq TDCi мощностью 140 л.с., агрегатируемый с 6-ступенчатой автоматической коробкой передач с двумя сцеплениями Ford Powershift, обеспечивающей высокий уровень крутящего момента на низких оборотах (320 Нм при 1750 об./мин).
Варианты автомобиля на российском рынке:
- Ford Kuga 2.0 TDCi 136 hp MT
- Ford Kuga 2.0 TDCi 136 hp AT
- Ford Kuga 2.0 TDCi 140 hp 2WD AT (PowerShift)
- Ford Kuga 2.0 TDCi 140 hp 4WD MT
- Ford Kuga 2.0 TDCi 140 hp 4WD AT (PowerShift)
- Ford Kuga 2.0 TDCi 163 hp 4WD AT (PowerShift)
- Ford Kuga 2.5 AT Titanium
- Ford Kuga 2.5 AT Trend
- Ford Kuga 2.5 MT Trend
- Ford Kuga 1.6 AT 182 hp 4WD

### Безопасность
Ford Kuga второго поколения прошел тест Euro NCAP в 2012 году:
| Euro NCAP                                                         | Euro NCAP | Euro NCAP | Euro NCAP             |
| ----------------------------------------------------------------- | --------- | --------- | --------------------- |
| · общий рейтинг                                                   |           |           |                       |
| 94%                                                               | 86%       | 70%       | 100%                  |
| взрослый пассажир                                                 | ребёнок   | пешеход   | активная безопасность |
| Протестированная модель: Ford Kuga 2,0 дизель «Trend», LHD (2012) |           |           |                       |

И ещё он прошёл тест Страхового института дорожной безопасности (IIHS) в 2012 году.
| IIHS                                                        | IIHS |
| ----------------------------------------------------------- | ---- |
| Фронтальный удар с 25%-м перекрытием — водительская сторона | P    |
| Фронтальный удар с 25%-м перекрытием — пассажирская сторона | P    |
| Фронтальный удар с 40%-м перекрытием                        | G    |
| Боковой удар                                                | G    |
| Прочность крыши                                             | G    |
| Подголовники и сиденья                                      | G    |
| Протестированная модель: Ford Escape (2012)                 |      |

## Третье поколение
Ford Kuga 3-го поколения официально представлен 2 апреля 2019 года на специальном мероприятии Go Further в Амстердаме.